# 1793 Zoya
Az 1793 Zoya (ideiglenes jelöléssel 1968 DW) a Naprendszer kisbolygóövében található aszteroida. Tamara Szmirnova fedezte fel 1968. február 28-án.